# Língua muna
Muna é uma língua Malaio-Polinésia falada principalmente nas ilhas Muna e Buton (noroeste) próximas ao litoral sudeste das Celebes, Indonésia.

## Dialetos
Os dialetos do Muna são: dialeto padrão, Tiworo, Siompua e Gumas. O Muna padrão é falado pelo povo de mesmo nome.

## Usos
Sua literatura oral tradicional inclui histórias, poesia e drama, algumas das quais foram escritas e publicadas.É bem usada  como língua de instrução em escolas primárias, embora ainda não haja muitos livros-texto na língua.

## Escrita
Muna era uma língua puramente oral até o final do século XX. Hoje usa o alfabeto latino completo, mais as formas: Dh, Gh, Mb, Mp, Ng, Ngg, Ngk, Nd, Ns, Nt

## Pronúncia
As sequências /bu, pu, mbu, mpu/ tem alofones vibrantes [ʙu, ʙ̥u, mʙu, mʙ̥u] quando em sílaba tônica;

## Amostra de texto
Pai Nosso
Ama mani te surugaa, notifosibhala’o toha neamu. Nohato’o toha Kafopahinta’amu,noko’ula’o toha patudhumu we dhunia ini peda te surugaa.Wa’a kainsami nehumaa kafaraluu mani se’oleo itu. Amponie sabhaha dhosa mani, pedamo dua insaodi tama’afu’ao mie koka’alano ne insaodi.
Koise folapasa kainsami weo kasoba, tamaka dhagani kainsami ne kuasa modai. [Kapa’amo Hintumo mahintano, kokuasano bhe kumalabhiano ampa suhue dhamani. Amin.
Fonte: Bhihita Metaa Podhandi’a Bu’ou